# Gora Glušići
Gora Glušići est une localité de Croatie située en Istrie, dans la municipalité de Labin, dans le comitat d'Istrie. En 2001, la localité comptait 30 habitants.

## Démographie
| 1948 | 1953 | 1961 | 1971 | 1981 | 1991 | 2001 |
| ---- | ---- | ---- | ---- | ---- | ---- | ---- |
| 109  | 91   | 67   | 53   | 46   | 37   | 30   |